# Євромільйони
Євромільйони (англ. EuroMillions) — транснаціональна лотерея, яка вимагає сім правильних чисел, щоб виграти джекпот. Він був запущений 7 лютого 2004 року французькою Française des Jeux, іспанською Loterías y Apuestas del Estado та британською Camelot. Перший розіграш відбувся 13 лютого 2004 року в Парижі. Спочатку в розіграші брали участь лише Велика Британія, Франція та Іспанія, а австрійська, бельгійська, ірландська, люксембурзька, португальська та швейцарська лотереї приєдналися до розіграшу 8 жовтня 2004 року.
Розіграші проводяться щовівторка та п'ятниці о 20:45 CET у Парижі. Результати публікуються невдовзі після жеребкування на пов’язаних і незалежних веб-сайтах близько 20:45 UTC. Стандартний квиток EuroMillions коштує 2,50 євро, 2,50 фунтів стерлінгів або 3,50 швейцарських франків за зіграну лінію, але це залежить від місцевої валюти.
В Ірландії є ексклюзивний варіант Plus, який додає 1,00 євро за рядок. Станом на лютий 2014 року необов’язковий додаток під назвою «Мій мільйон» у Франції додає 0,50 євро за рядок, тоді як у Португалії він називається «M1lhão» і становить 0,30 євро від загальної ставки в 2,50 євро.
Вартість гри у Великій Британії зросла з £1,50 до £2,00 за лінію 7 листопада 2009 року через обмінний курс євро/фунт стерлінгів і автоматичне участь у розіграші мільйонерів. 24 вересня 2016 року вартість однієї лінії у Великій Британії зросла з £2,00 до £2,50. Того ж дня в Ірландії та Іспанії вона зросла до 2,50 євро за рядок.
З 24 вересня 2016 року кількість щасливих зірок змінилася з пулу з 11 до пулу з 12 чисел, зменшивши шанси на виграш джекпоту з 1:117 мільйонів до 1:140 мільйонів.
Усі призи, включаючи джекпот, не оподатковуються (за винятком Швейцарії, Іспанії та Португалії з 2013 року) і виплачуються одноразово.

## Право на участь
Зараз гра доступна для гравців в Андоррі, Австрії, Бельгії, Франції (включаючи заморські володіння), Ірландії, на острові Мен, Ліхтенштейні, Люксембурзі, Монако, Португалії, Іспанії, Швейцарії та Великій Британії. Вік учасників повинен бути не менше 18 років. Немає обмежень щодо національності покупців; нерезиденти мають право брати участь, якщо вони відповідають віковим вимогам.